# قاي جيويل
قاي جيويل (6 أكتوبر 1916 في المملكة المتحدة - 23 ديسمبر 1965 في المملكة المتحدة) (بالإنجليزية: Guy Jewell)‏ هو لاعب كريكت بريطاني (وحمل سابقاً جنسية المملكة المتحدة لبريطانيا العظمى وأيرلندا). لعب مع نادي مقاطعة هامبشاير للكريكت ‏ وBerkshire County Cricket Club ‏.

## وصلات خارجية
- قاي جيويل على موقع إي آس بي آن كريك إنفو (الإنجليزية)